# Dowód bez słów
Dowód bez słów – jest matematyczną ilustracją tożsamości lub twierdzenia matematycznego, które można wykazać jako oczywiste za pomocą diagramu bez towarzyszącego mu tekstu wyjaśniającego. Takie dowody mogą być uważane za bardziej eleganckie niż formalne lub matematycznie rygorystyczne dowody ze względu na ich oczywisty charakter. Gdy diagram demonstruje szczególny przypadek ogólnego stwierdzenia, aby być dowodem, musi być uogólnialny.
Dowód bez słów nie jest tym samym, co dowód matematyczny, ponieważ pomija szczegóły argumentu logicznego, który ilustruje. Może jednak dostarczyć widzowi cennych intuicji, które mogą pomóc mu sformułować lub lepiej zrozumieć prawdziwy dowód.

## Przykłady

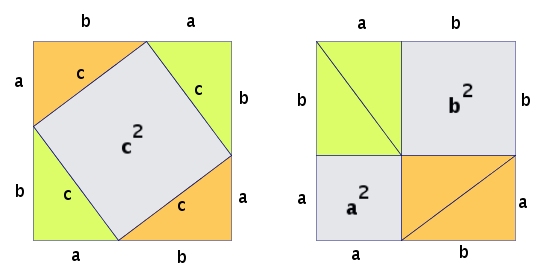
Dowód twierdzenia Pitagorasa przez przestawienie. Niepokryty obszar szarej przestrzeni pozostaje stały przed i po przestawieniu trójkątów.

### Twierdzenie Pitagorasa
Twierdzenie Pitagorasa o tym, że {\displaystyle a^{2}+b^{2}=c^{2}} może być dowiedzione bez słów.
Jedną z metod jest wizualizacja większego kwadratu o bokach {\displaystyle a+b}  z czterema trójkątami prostokątnymi o bokach {\displaystyle a}, {\displaystyle b} i {\displaystyle c} w jego rogach, tak że przestrzeń w środku jest przekątną kwadratu o powierzchni {\displaystyle c^{2}}. Cztery trójkąty można przestawić w obrębie większego kwadratu, aby podzielić jego niewykorzystaną przestrzeń na dwa kwadraty o wymiarach {\displaystyle a^{2}} i {\displaystyle b^{2}}.